# CP/M-86
CP / M-86 là phiên bản của hệ điều hành CP/M mà Digital Research (DR) tạo ra cho Intel 8086 và Intel 8088. Các lệnh hệ thống giống như trong CP/M-80. Các tệp thực thi được sử dụng định dạng tệp.CMD có thể định vị lại. Nghiên cứu kỹ thuật số cũng sản xuất một hệ điều hành đa nhiệm nhiều người dùng tương thích với CP/M-86, MP/M-86, sau này phát triển thành CP/M-86 đồng thời. Khi một trình giả lập được thêm vào để cung cấp khả năng tương thích với PC DOS, hệ thống được đổi tên thành Concurrent DOS, sau này trở thành Multiuser DOS, trong đó REAL/32 là phiên bản mới nhất. Các họ hệ điều hành DOS Plus, FlexOS và DR DOS cũng bắt đầu như là các sản phẩm phái sinh của Concurrent DOS.

## Máy tính IBM PC
Khi IBM liên hệ với các công ty khác để có được các thành phần cho PC của IBM, CP/M-86 chưa được phát hành là lựa chọn đầu tiên của họ cho một hệ điều hành vì CP/M có nhiều ứng dụng nhất vào thời điểm đó. Các cuộc đàm phán giữa Nghiên cứu Kỹ thuật số và IBM đã nhanh chóng xấu đi về thỏa thuận không tiết lộ của IBM và việc nhấn mạnh vào một khoản phí một lần thay vì kế hoạch cấp phép bản quyền thông thường của DRI. Sau khi thảo luận với Microsoft, IBM đã quyết định sử dụng 86-DOS (QDOS), một hệ điều hành giống CP/M mà Microsoft đã mua từ Seattle Computer Products và đổi tên thành MS-DOS. Microsoft đã sửa đổi lại nó để chạy cho PC và cấp phép cho IBM. Nó được IBM bán dưới tên PC DOS. Sau khi biết về thỏa thuận này, người sáng lập Digital Research Gary Kildall đã đe dọa sẽ kiện IBM vì vi phạm quyền sở hữu trí tuệ của DRI và IBM đã đồng ý cung cấp CP/M-86 như một hệ điều hành thay thế trên PC để giải quyết khiếu nại. Hầu hết các trình điều khiển BIOS cho CP / M-86 cho PC của IBM được viết bởi Andy Johnson-Laird.